# Jak se staví sen
Jak se staví sen je česká televizní reality show, která se zaměřuje na proměny a renovace interiérů.  Vysílá se od roku 2007 na kanálech FTV Prima a od roku 2023 i na streamingové službě Prima+, kde je také dostupný archiv všech 21 sérií.

## Formát epizod
Epizody pořadu mají velmi podobný průběh. Moderátor s týmem profesionálních architektů a stavebním dozorem přijíždí k vybrané rodině, která se obvykle nachází v tíživé situaci, například má vážně nemocného nebo postiženého člena. Rodina představí své představy o úpravě místnosti, kterou si vybrala k rekonstrukci. Poté rodina na několik dní opustí svůj domov a architekti se pustí do práce.
Za 18 let vysílání se v show vystřídalo několik úspěšných interiérových designérů a architektů jako Lucie Volfová, Jakub Jakubec, František Kobližka, Kamila Douděrová, Andrea Hylmarová nebo Marek Povolný.
Mezi moderátory pořadu patřili například Laďka Něrgešová, Pavel Cejnar nebo Iva Kubelková. 

## Speciály
V pravidelných intervalech byla reality show doplňována o speciální epizody Jak se staví sen – Extra. Tyto díly měly delší stopáž a zaměřovaly se na celkové rekonstrukce celých domů či bytů.  Speciální epizody se těšily velké oblibě a sledovanost u nich pravidelně překračovala 330 tisíc diváků.
V roce 2021 se objevila spin-off show Postav si sen!, ve které při rekonstrukcích pomáhají rodině kamarádi a sousedé pod dohledem profesionálů. Například Ivana, matka dospělých dcer, se musela vrátit do domu rodičů a s pomocí dcery a tatínka se snaží, aby se v rodném domě cítila opět jako doma. Show měla pouze 10 epizod.
V roce 2009 a 2010 byla vysílána show Jak se staví dům, produkovaná stejným týmem a moderovaná stejným moderátorem. Cílem show bylo postavit pro rodinu dům, prodat ho a dosáhnout zisku. Vyšlo pouze 14 epizod.